# Don't Go Too Fast
Don't Go Too Fast é o segundo compacto do álbum Traces of Sadness, da banda estoniana Vanilla Ninja.

## Desempenho nas paradas musicais
| Parada                  | Melhor posição |
| ----------------------- | -------------- |
| Germany Singles Top 100 | 25             |
| Austria Singles Top 75  | 33             |